# Cuixtepec
Cuixtepec är en ort i Mexiko.   Den ligger i kommunen San Martín Toxpalan och delstaten Oaxaca, i den sydöstra delen av landet, 270 km sydost om huvudstaden Mexico City. Cuixtepec ligger 2 402 meter över havet och antalet invånare är 111.
Terrängen runt Cuixtepec är bergig söderut, men norrut är den kuperad. Cuixtepec ligger uppe på en höjd. Runt Cuixtepec är det ganska tätbefolkat, med 78 invånare per kvadratkilometer. Närmaste större samhälle är San Gabriel Casa Blanca, 15,7 km väster om Cuixtepec. Omgivningarna runt Cuixtepec är en mosaik av jordbruksmark och naturlig växtlighet.